# Občina Tržič
Občina Tržič (slovinsky Občina Tržič, německy Neumarktl) je jednou z 212 občin ve Slovinsku. Nachází se v Hornokraňském regionu na území historického Kraňska. Občinu tvoří 35 sídel, její rozloha je 155,4 km² a k 1. lednu 2017 zde žilo 14 870 obyvatel. Správním střediskem občiny je město Tržič.

## Členění občiny
Občina se dělí na sídla: Bistrica pri Tržiču, Brdo, Breg ob Bistrici, Brezje pri Tržiču, Čadovlje pri Tržiču, Dolina, Gozd, Grahovše, Hudi Graben, Hudo, Hušica, Jelendol, Kovor, Križe, Leše, Loka, Lom pod Storžičem, Novake, Paloviče, Podljubelj, Popovo, Potarje, Pristava, Retnje, Ročevnica, Sebenje, Senično, Slap, Spodnje Vetrno, Tržič, Vadiče, Visoče, Zgornje Vetrno, Zvirče, Žiganja vas.